# NGC 3926B
NGC 3926B is een elliptisch sterrenstelsel in het sterrenbeeld Leeuw. Het hemelobject werd op 26 april 1785 ontdekt door de Duits-Britse astronoom William Herschel.

## Synoniemen
- NGC 3926-2
- ZWG 127.76
- UGC 6829
- VV 218
- MCG 4-28-74
- NPM1G +22.0350
- KCPG 305B
- PGC 37080